# Luxemburg (district)
Luxemburg este un district al Luxemburgului ce ocupă treimea de sud-vest a țării. 